# Walsleben
Walsleben là một đô thị thuộc huyện Ostprignitz-Ruppin, bang Brandenburg, Đức. Đô thị Walsleben có diện tích 31,78 km², dân số thời điểm 31 tháng 12 năm 2006 là 828 người.